# A.A. Attanasio
A.A. Attanasio, właśc. Alfred Angelo Attanasio, pseud.Adam Lee (ur. 20 września 1951 w New Jersey) – amerykański autor fantasy i science fiction. Jego powieść Radix była nominowana w 1981 do nagrody Nebula.

## Publikacje

### Serie

#### Arthor
- The Dragon and the Unicorn (1994)
- Arthor (1995)
- The Eagle and the Sword (1997)
- The Wolf and the Crown (1998)
- The Serpent and the Grail (1999)

#### Radix Tetrad
- Radix (1981)
- Innymi światy (In Other Worlds) (1984)
- Arc of the Dream (1986)
- The Last Legends of Earth (1989)

#### The Crow
- The Crow: Hellbound (2001)

#### The Dominions of Irth
- The Dark Shore (1996) (jako Adam Lee)
- The Shadow Eater (1998) (jako Adam Lee)
- Octoberland (1998) (jako Adam)

### Powieści
- Wyvern (1988)
- Hunting the Ghost Dancer (1991)
- Kingdom of the Grail (1992)
- The Moon’s Wife: A Hystery (1993)
- Solis (1994)
- Silent (1996) (z Robertem Hendersonem)
- Centuries (1997)
- The Perilous Order: Warriors of the Round Table (1998)
- Killing with the Edge of the Moon (2006)

## Nagrody
- 1982 – Nebula (nominacja) Najlepsza powieść (Radix)
- 1992 – Nagroda World Fantasy (nominacja) Najlepsza powieść (Hunting the Ghost Dancer)
- 1995 – Brytyjska Nagroda Fantasy (nominacja) Najlepsza powieść (Arthor)